# Dave Lennard
Dave Lennard là một cầu thủ bóng đá thi đấu ở vị trí tiền vệ ở Football League cho Bolton Wanderers, Halifax Town, Blackpool, Cambridge United, Chester, Stockport County, Bournemouth và Los Angeles Aztecs.